# Polyspilota aeruginosa
Polyspilota aeruginosa är en bönsyrseart som först beskrevs av Johann August Ephraim Goeze 1778.  Polyspilota aeruginosa ingår i släktet Polyspilota och familjen Mantidae.

## Underarter
Arten delas in i följande underarter:
- P. a. aeruginosa Goeze, 1778
- P. a. fuscoirrorata  Saussure[förtydliga], 1899
- P. a. variegata Olivier, 1792
- P. a. viridis Saussure[förtydliga], 1899